# Vadkacsavadász retriever
A vadkacsavadász retriever vagy más néven Nova Scotia Duck Tolling retriever, hazánkban nem túl ismert fajta. Hasonlóan retriever társaihoz, is vadászatra tenyésztették, s kimondottan vadkacsára specializálódott.

## Eredete
Kanadai fajta. Nova Scotia Kanada déli részén fekvő terület, mely az átvonuló vadkacsa és vadrécefajok pihenőhelye - innen ered a fajtanév is.
A fajta létrejöttében nagy szerepet játszott a sima szőrű labrador és az arany retriever, valamint az angol cocker spániel és az ír szetter is. A feltételezés, hogy a Duck Tolling egy róka és egy labrador keresztezésének az eredménye, erősen kétségbe vonható.
A kétség alapja, hogy 1860-ban egy bizonyos Mr. Allan pároztatott egy máj színű, sima szőrű retrievert egy Labrador retrieverrel. A nőstény ebből a fajtából pároztatva volt egy barna cocker spániellel.
Később keresztezték egy ír szetterrel, amely adta fajtájának színét; és valószínűleg keresztezték egy sable skótjuhásszal, innen a dús szőrű farok. Más vérvonalakkal is keveredhetett, pl. angol spániellel, golden- és chesapeake bay retrieverekkel. Akármennyire is kialakult a keresztezésekből ez a rókaszerű kutya, a megkövetelt munkaképesség az ismert yarmouth-i Little River Duck Dog-tól származik.
A fajtát hivatalosan 1945-ben regisztrálták a Canadian Kennel Club-ban.
|  |

## Jellemzői
Ez a vadászeb közepes méretű, jó izomzatú, szilárd, energikus és kiegyensúlyozott. Közepes vagy nehéz csontozatú. Kiválóan alkalmas az agility-re, éberség és eltökéltség jellemzi. Ezen kívül intelligens, életerős, és rettentő kitartó, kiválóan úszik. Jól tanítható.
Színe rókavörös, olykor fehér folt található a farka végén, a mancsain, a mellkasán vagy a homlokán. Bundája középhosszú, és puha, szőrzete dupla szőrzet, mivel a fajta jeges vizek mentéről származik.

## Méretei
- szuka: 45–48 cm
- kan: 48–51 cm